# Melody (španělská zpěvačka)
Melodía Ruiz Gutierréz (* 12. října 1990 Dos Hermanas), známá pod přezdívkou Melody, je španělská zpěvačka, textařka, tanečnice, modelka a herečka. Proslavila se již ve věku 10 let svou písní „El baile del gorila“, jedním z největších španělských letních hitů roku 2001. Vydala šest alb a několik úspěšných singlů na španělském a latinskoamerickém trhu. V roce 2025 reprezentovala s písní „Esa diva“ Španělsko na Eurovision Song Contest 2025, kde skončila na 24. místě s 37 body.

## Mládí
Gutiérrez se narodila 12. října 1990 ve městě Dos Hermanas poblíž Sevilly v Andalusii. Pochází z hudební rodiny – její otec a někteří další členové rodiny hráli v sevillské fiestové kapele Los Quillos, skupině dětských zpěváků podobné Jackson 5.
Naučila se dříve zpívat než mluvit, v šesti letech prohlásila své matce, že se narodila, aby zpívala a tančila. Matka se jí od hudby snažila vytrvale odradit s tím, že prosadit se v hudbě je až moc složité, ona však vytrvala.

## Kariéra

### 2001–2004: Začátky
Melody byla objevena veteránem rumba flamenca a hudebním producentem El Farym poté, co mu její otec zaslal demo nahrávku jejího zpěvu. El Fary byl jejími schopnostmi ohromen natolik, že ji pozval do Madridu, aby zde natočila album. V roce 2001, ve věku pouhých deseti let, Melody vydala své debutové album De pata negra. Album produkoval Gustavo Ramudo ve studiu Carabirubí Producciones, které patřilo El Farymu, a vyšlo pod značkou Epic Spain (součást korporátu Sony Music Entertainment Spain).
Pilotní singl „El baile del gorila“, jehož autorem a skladatelem byl José Antonio Benítez Serrano, se ve Španělsku stal letním hitem a v týdnu od 21. července dosáhl první příčky hitparády. Druhým singlem z alba se stala titulní píseň „De pata negra“, která debutovala 15. září 2001 na 18. místě žebříčku a o tři týdny později se v něm vyšplhala na 12. pozici.
Alba De pata negra se prodalo mezi 500 000 a 600 000 kopiemi (údaj z roku 2004), a již v říjnu 2001 získalo ve Španělsku dvojnásobnou platinovou desku za 200 000 prodaných kusů. Dne 30. října 2001 bylo album uvedeno na trh i ve Spojených státech a v Latinské Americe. V květnu 2002 získalo od organizace RIAA ve Spojených státech certifikaci zlaté a posléze i latinské platinové desky. Téhož roku bylo také nominováno na cenu Latin Grammy v kategorii Nejlepší dětské album. 21. února 2002 Melody vystoupila na prestižním hudebním festivalu Viña del Mar v Chile.
Druhé album s názvem Muévete vydala 10. června 2002, opět pod producentským vedením Gustava Ramuda. Titulní skladba „Muévete“ debutovala ve španělské hitparádě na 11. místě v týdnu od 2. června a následující týden dosáhla 7. pozice. Celkově se z alba prodalo 50 000 kusů. Začátkem roku 2003 se první album De pata negra stalo finalistou Billboard Latin Music Awards v kategorii Latin Pop Album of the Year, New Artist. Třetí studiové album s názvem T.Q.M. vyšlo 23. června 2003. Produkce se ujali Luis Gómez Escolar a Julio Seijas. Jeho pilotním singlem byla skladba „Será“.
V listopadu 2003 se Melody objevila na DVD kompilaci Ellas & magia (Disney), která obsahovala písně Disney princezen ve španělštině, přezpívané známými umělkyněmi jako Pastora Soler, Marta Sánchez či skupinou Bellepop. Melody zde přezpívala píseň „No diré que es amor“ z animovaného filmu Herkules. Výnosy z prodeje DVD byly věnovány Nadaci na pomoc v boji proti drogové závislosti.
Její čtvrté studiové album s názvem Melodía vyšlo 18. října 2004 a znamenalo posun více k teenage publiku. Album produkoval Danilo Ballo spolu s týmem vedeným Emanuelem Ruffinengem. Prvním skladbou bylo „Y ese niño“, kterou složil Lucas González Gómez z dua Andy & Lucas. Album v týdnu od 30. října 2004 debutovalo na 15. místě ve španělské hitparádě. Ve stejném roce Melody nazpívala duet s řeckým tenoristou Mariem Frangoulosem – jejich společná píseň „Cu’mme“ byla zařazena na jeho druhé mezinárodní album Follow Your Heart, vydané 9. listopadu 2004 vydavatelstvím Sony Classical.

### 2005–2012: AlbumLos Buenos
V roce 2005 se Melody zcela stáhla z veřejného dění a po dobu tří let nevydala žádnou novou nahrávku. Toto období věnovala osobnímu rozvoji a dokončení studia. Kvůli její naprosté absenci v mediálním prostoru se začaly šířit zvěsti o její smrti, podle jedné z městských legend měla zahynout při leteckém neštěstí. Jiná verze, publikovaná například na blogu Los Corotos, uváděla, že zpěvačka spáchala sebevraždu v důsledku deprese. Ve skutečnosti se však jednalo o jinou osobu se jménem Melody. Sama zpěvačka tyto fámy popřela při vydání svého pátého alba Los buenos días v roce 2008.
Album Los buenos días zpěvačce produkoval andaluský hudebník a producent Queco, masterováno bylo v New Yorku. V době vydání alby bylo Melody 17 let a tato deska byla propagována jako její „první dospělé album“. Ona sama se podílela na tvorbě některých skladeb. Největšího úspěch na albu dosáhl pilotní singl „Te digo adiós“, ve stylu moderního flamenca. Na konci roku 2008 Melody spolupracovala s flamencovou taneční skupinou Los Vivancos na skladbě „Amante de la luna“, jejímž autory byli Manolo Carrasco a Fernando Bermúdez.
Společně se skupinou Los Vivancos se přihlásili do španělského národního výběru na Eurovision Song Contest 2009. Výběrový proces organizovala stanice Radiotelevisión Española (RTVE) a začal online hlasováním na oficiálním webu stanice. Melody a Los Vivancos v internetovém hlasování s celkovým počtem 208 481 hlasů zvítězilia postoupili přímo do semifinále. Dne 14. února 2009 vystoupili v prvním ze tří semifinálových kol a získali maximální počet bodů jak od poroty (12 bodů), tak od diváků (12 bodů), čímž postoupili do finále. V tom však Melody vystupovala již bez skupiny Los Vivancos, která ze soutěže odstoupila. Melody ve finále získala shodný počet bodů (22) jako zpěvačka Soraya s písní „La noche es para mí“, vítězkou se však stala právě Soraya, jelikož obdržela více hlasů od televizních diváků.
V roce 2012 představila singlem ukázku svého šestého studiového alba „Ten cuidaíto conmigo“. Oficiální představení písně proběhlo v únoru v Málaze, název alba byl oznámen jako Mucho camino por andar. Na jaře téhož roku zpěvačka změnila agenturu a začala spolupracovat s produkční společností Serendipity Producciones, S.L., v rámci příprav na propagaci nového alba.

### 2013–2019: Televizní úspěchy
25. února 2013 se zpěvačka objevila na stanici Antena 3 ve speciálním charitativním vydání pořadu Tu cara me suena, kde celebrity napodobují slavné zpěváky. Ztvárnila Natalii Jiménez a skončila na druhém místě za Annou Simón. 8. března téhož roku vydala merengue verzi své písně „No sé“, kterou znovu nahrála jako duet s venezuelským reggaetonovým umělcem DJ Panou. Videoklip k písni, natáčený ve Venezuele a Miami, měl premiéru 15. října. Na konci října se singl dostal na první místo venezuelské hitparády.

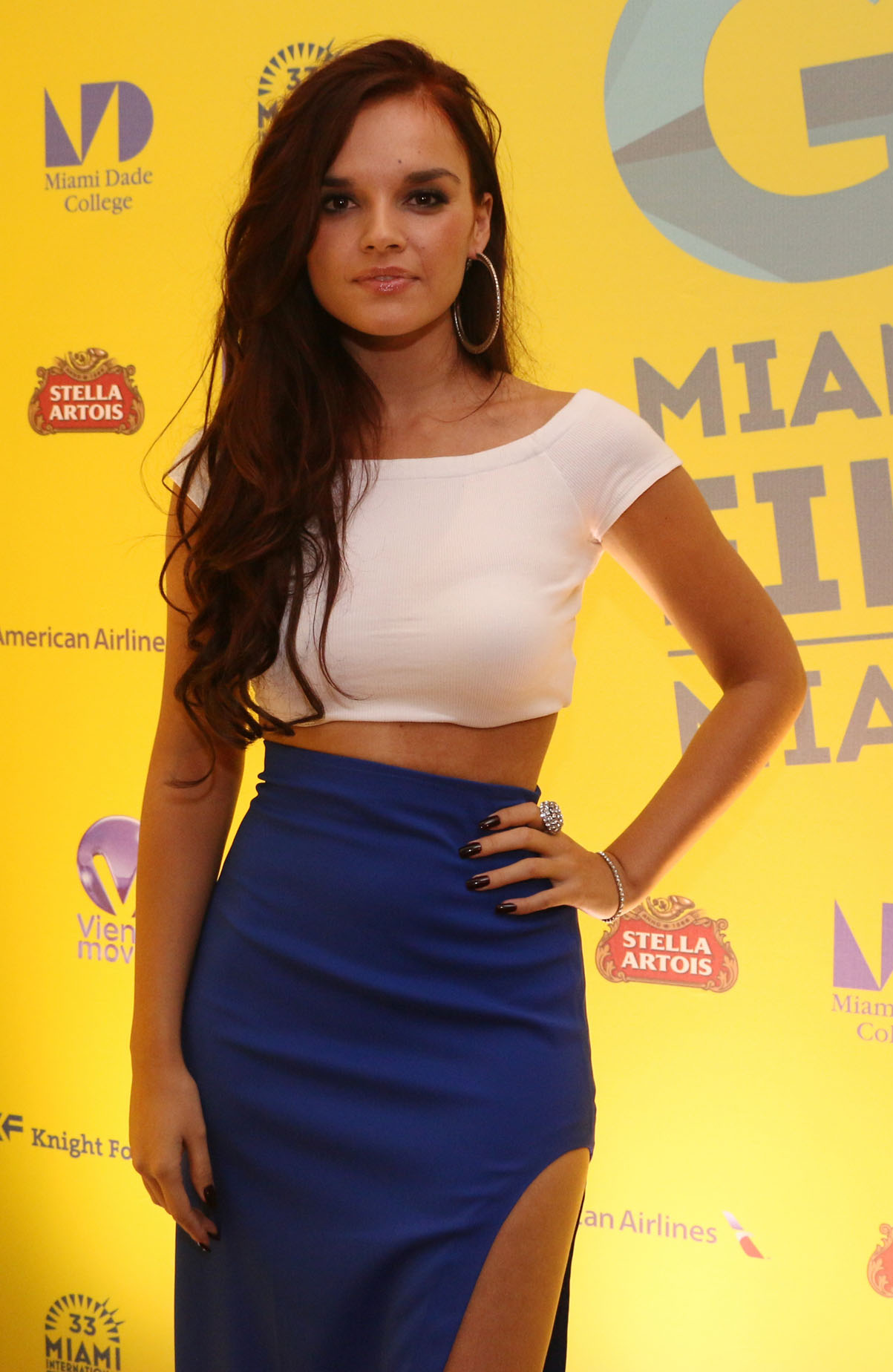
Melody na filmovém festivalu Miami v roce 2016

Od října 2013 do března 2014 soutěžila ve třetí řadě pořadu Tu cara me suena, kde se dostala do finále spolu s Edurne, Xusem Jonesem, Llum Barrerou a Florentinem Fernándezem, a opět skončila druhá. V průběhu soutěže imitovala například Bonnie Tyler, Katy Perry, Rickyho Martina, Glorii Gaynor, Cher, Gwen Stefani, Aleshu Dixon a Lady Gagu. Zvítězila celkem ve čtyřech z devatenácti epizod, v nichž se objevila.
9. června 2014 vydala své šesté studiové album Mucho camino por andar, které bylo nahráváno v letech 2012–2014 a vyšlo pod značkou Rumba Records. Mezi hostujícími umělci na albu byli DJ Pana (na skladbě „Hoy me voy“), bubeník Waldo Madera, houslista Vasko Vassilev, rapper Gordo Máster, hudebníci Batio Barnabás a Bori de Alarcón a textař José Antonio Benítez Serrano. Producenty alba byli José Marín a Toni Romero. Album se stylisticky odchýlilo od předchozích nahrávek – přineslo modernější verze písní a jiná textová témata. Většinu skladeb tvořily balady.
Čtvrtý singl „Hoy me voy“ měl premiéru 3. června 2014 ve vysíláních rádií Radiolé a CafeOlé, 23. června byl hudebním portálem Música al Día označen jako „Hit týdne“. Dne 23. prosince 2014 pak Melody zveřejnila videoklip k druhému singlu „Mucho camino por andar“.
29. května 2015 vydala Melody baladu „In My Mind“ jako digitální singl. Skladba se stala ústředním motivem španělského filmu Ahora o nunca, ve kterém si Melody zahrála jednu z rolí – šlo o její filmový herecký debut. V roce 2015 také založila hudební duo Melek 2 se svým bratrem Eleazarem. Dne 2. června 2015 vydali svůj první digitální singl s názvem „Tú lo sabes“, píseň dosáhla v říjnu 2015 24. místa v žebříčku Canal Fiesta Radio.
Po tříleté pauze vydala Melody 29. června 2018 nový digitální singl „Parapapá“. Píseň produkoval Rafa Vergana a byla nahrána v Miami. Videoklip k písni byl zveřejněn o den dříve, 28. června, a během prvních tří týdnů nasbíral na YouTube přes 2,2 milionu zhlédnutí. Dne 15. února 2019 následoval singl „Rúmbame“, jehož videoklip měl premiéru 26. února.

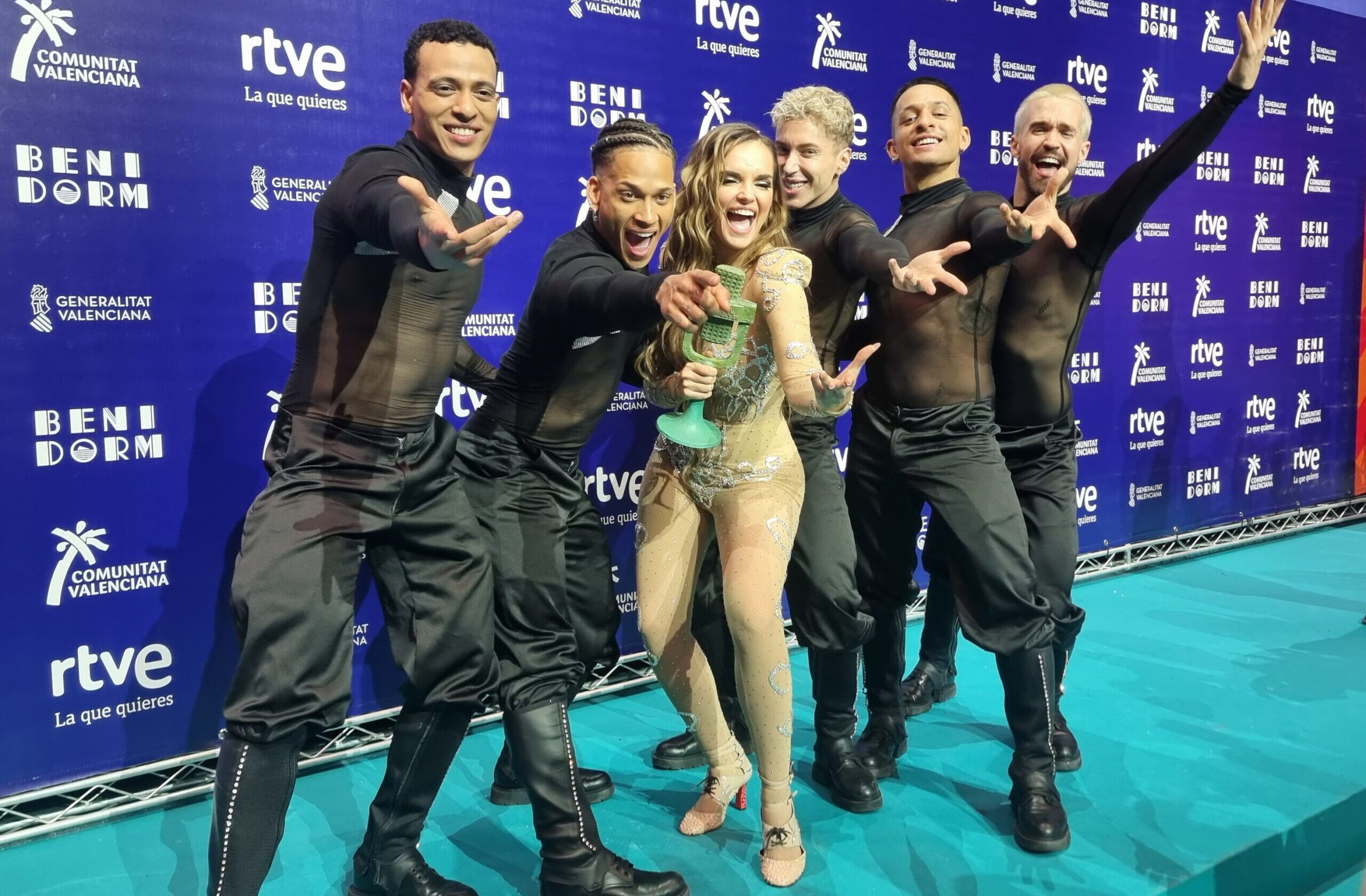
Melody se svou taneční skupinou po výhře v soutěži Benidorm Fest 2025

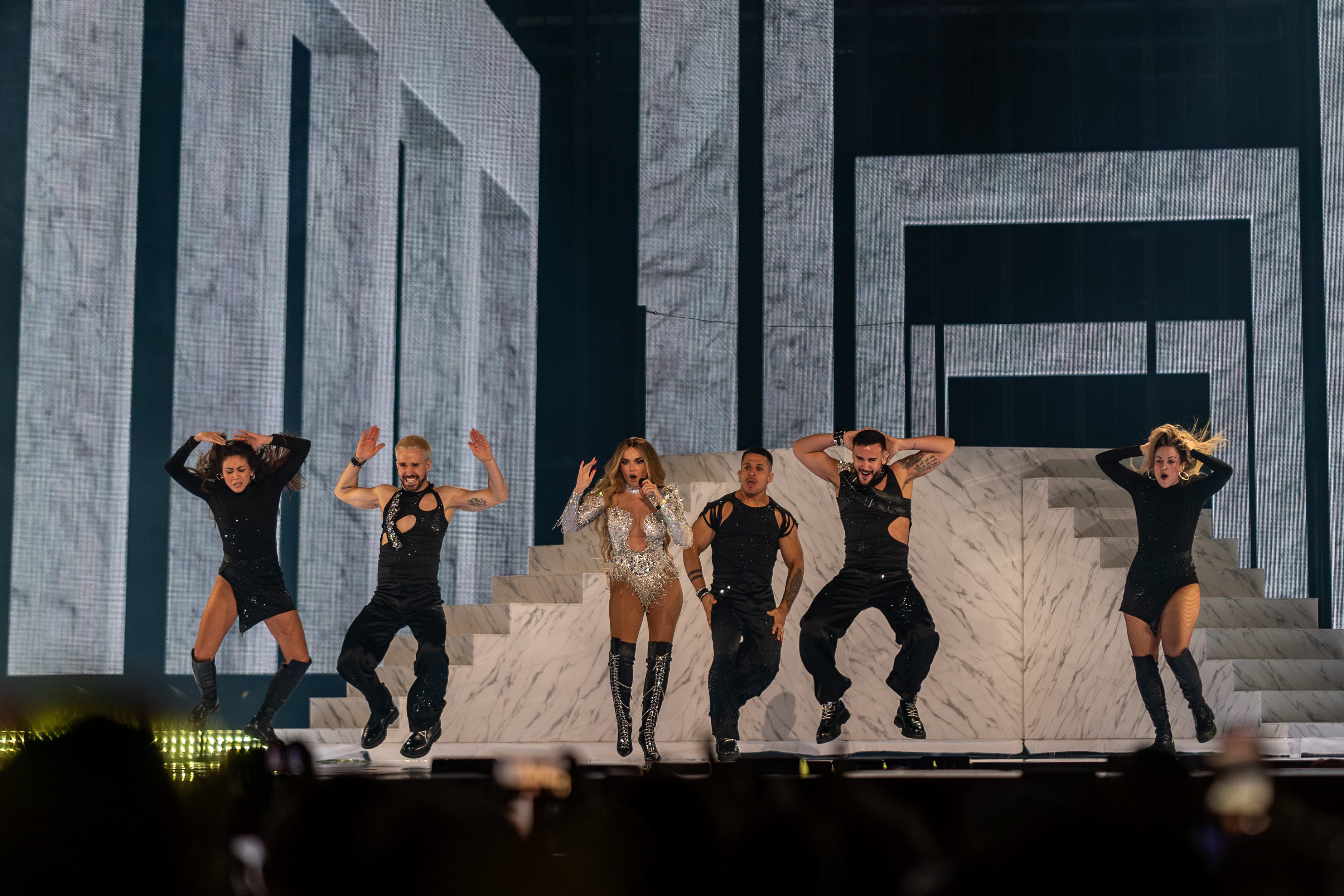
Melody vystupující s písní „Esa diva“ na Eurovision Song Contest 2025

### 2024–: Eurovize 2025
V říjnu 2024 byla Melody hostující porotkyní ve čtvrté řadě pořadu Drag Race España.
Dne 12. listopadu 2024 oznámila RTVE účast Melody se skladbou „Esa diva“ na Benidorm Festu 2025, španělském národním výběru pro Eurovision Song Contest 2025. Dne 30. ledna vystoupila jako poslední ve druhém semifinále a do finále postoupila poté, co se umístila v horní polovině hlasování poroty i veřejnosti. 1. února opět vystoupila jako poslední ve finále a soutěž díky prvnímu místu v diváckém hlasování a třetímu místu u poroty vyhrála. Díky tomu si tak zajistila možnost reprezentovat Španělsko na Eurovision Song Contest 2025, kde obsadila celkové 24. místo z celkových 26 soutěžních vystoupení se ziskem 37 bodů.
V červenci 2025 se vrátila do pořadu Tu Cara Me Suena, kde představila svou novou píseň „El apagón“.

## Osobní život
Je ve vztahu se španělským profesionálním volejbalistou Ignaciem Batallanem. Mají spolu jedno dítě.

## Kontroverze
19. srpna 2014 byla Melody hostem pořadu Todo va bien na stanici Cuatro, kde se jí jeden z novinářů během rozhovoru dotázal, jak je možné, že navzdory tomu, že pochází z Dos Hermanas, hovoří tak vytříbeným jazykem, a zda měla přístup ke kvalitnímu vzdělání. Melody reagovala pouze na druhou část otázky, přičemž uvedla, že již od deseti let měla svého soukromého učitele. Výrok novináře vyvolal veřejnou polemiku ohledně jazykové diskriminace andaluské španělštiny a obecně diskriminace Andalusanů. Pobočka Andaluské strany z Dos Hermanas v této souvislosti podala oficiální stížnost veřejnému ochránci práv při Španělské akademii televizního umění.

## Diskografie

### Alba
- 2001: De pata negra
- 2002: Muévete
- 2003: T.Q.M.
- 2004: Melodía
- 2008: Los buenos días
- 2014: Mucho camino por andar

### EP
- 2004: Melody

### Singly
- 2001: „El baile del gorila“
- 2001: „De pata negra“
- 2002: „Muévete“
- 2003: „Será“
- 2003: „Dabadabadá“
- 2003: „No sé“
- 2004: „Y ese niño“
- 2004: „La novia es chiquita“
- 2008: „Te digo adiós“
- 2009: „Amante de la luna“
- 2012: „Ten cuidaíto conmigo“
- 2014: „Hoy me voy“
- 2014: „Mucho camino por andar“
- 2015: „In My Mind“
- 2018: „Parapapá“
- 2018: „Parapapá (versión rumba)“
- 2019: „Rúmbame“
- 2020: „Las cosas del amor“
- 2021: „Sin ley“
- 2022: „Sobe son“
- 2023: „Mujer loba“
- 2023: „El trato“
- 2024: „Y cómo es el“
- 2024: „Bandido“
- 2024: „Esa diva“
- 2025: „El Apagón“

## Filmografie

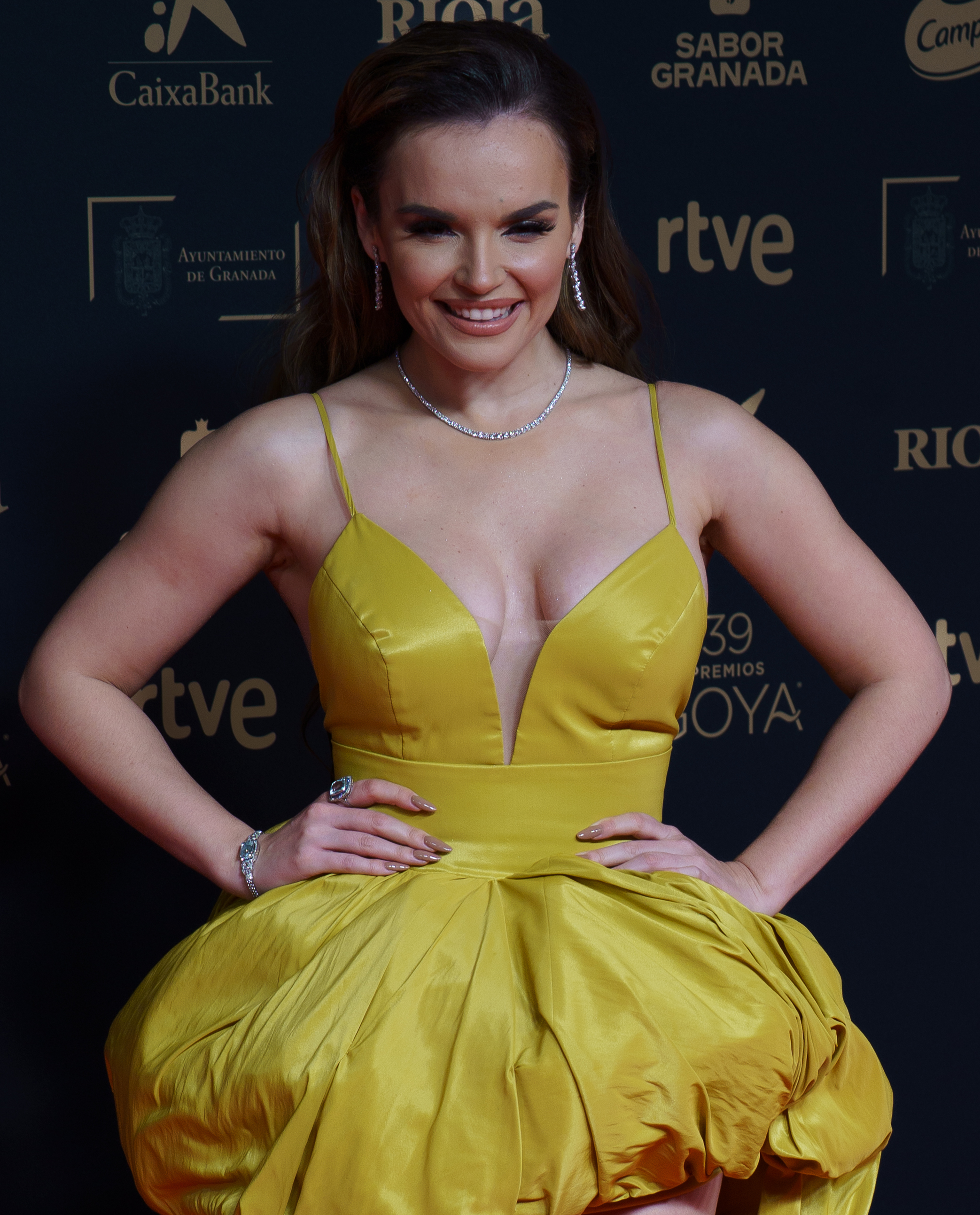
Melody na předávání filmových cen Goyas 2025

### Televize
| Rok  | Název              | Postava        | Stanice   | Počet epizod |
| ---- | ------------------ | -------------- | --------- | ------------ |
| 2002 | Cuéntame cómo pasó | Úrsula Vázquez | TVE       | 1 epizoda    |
| 2016 | Cuéntame cómo pasó | Estrella       | TVE       | 1 epizoda    |
| 2018 | Arde Madrid        | Carmen Sevilla | Movistar+ | 2 epizody    |

### Film
| Rok  | Název         | Postava         | Režisér      |
| ---- | ------------- | --------------- | ------------ |
| 2015 | Ahora o nunca | Irene Fernández | María Ripoll |